# Panopsis
Panopsis es un género de árboles perteneciente a la familia Proteaceae. 

## Taxonomía
Panopsis fue descrito por Salisb. ex Knight y publicado en On the cultivation of the plants belonging to the natural order of Proteeae 104. 1809. La especie tipo es:  Panopsis hameliifolia (Rudge) Knight.

## Especies aceptadas
A continuación se brinda un listado de las especies del género Panopsis aceptadas hasta abril de 2012, ordenadas alfabéticamente. Para cada una se indica el nombre binomial seguido del autor, abreviado según las convenciones y usos.
- Panopsis cinnamomea Pittier
- Panopsis mucronata Cuatrec.
- Panopsis multiflora (Schott ex Spreng.) Ducke
- Panopsis parimensis Steyerm.
- Panopsis pearcei Rusby
- Panopsis polystachya (Kunth) Kuntze
- Panopsis ptariana Steyerm.
- Panopsis rubescens (Pohl) Pittier
- Panopsis sessilifolia (Rich.) Sandwith
- Panopsis suaveolens (Klotzsch) Pittier
- Panopsis tepuiana Steyerm.
- Panopsis yolombo (Pos.-Arang.) Killip